# Croton holtonii
Espèce
Croton holtonii est une espèce de plantes à fleurs du genre Croton et de la famille des Euphorbiaceae présente en Colombie.
Il a pour synonymes :
- Croton ferrugineus var. holtonii (Müll.Arg.) Croizat
- Oxydectes holtonii (Müll.Arg.)